# Міжнародна стандартна галузева класифікація
Міжнародна стандартна галузева класифікація всіх видів економічної діяльності) (англ. International Standard Industrial Classification of All Economic Activities) — довідкова класифікація видів економічної діяльності, розроблена ООН. Класифікація забезпечує механізм, в рамках якого можливо збирати, обробляти та зберігати інформацію, необхідну для економічного аналізу і прийняття рішень на макроекономічному рівні. Також МСГК забезпечує безперервний потік інформації, яку можна використовувати для міжнародних зіставлень. 
Цю класифікацію широко використовується як на національному, так і на міжнародному рівні при систематизації даних за видами економічної діяльності у таких галузях, як економічна статистика, демографія, виробництво, зайнятість, національний дохід і т. ін. Останнім часом її дедалі частіше використовують для досягнення адміністративних цілей. Станом на 2012 рік у вжитку четверта переглянута версія класифікатора, запропонована в  2009 році (МСГК 4, ISIC v4).

## Історія перегляду версій
Статистичний відділ ООН опублікував такі версії МСГК:
- Версія 1 - опублікована 1958 року [1]
- Версія 2 - опублікована 1968 року [1]
- Версія 3 - опублікована 1989 року [1]
- Версія 3.1 - опублікована 2002 року [2]
- Версія 4 - опублікована 2008 року [3]

## Загальна структура МСГК 4[3]
| Розділ | Підрозділ | Опис |
| ------ | --------- | --- |
| A      | 01-03     | Сільське господарство, лісове господарство і рибальство                                                                                              |
| B      | 05-09     | Гірнича справа і розробка кар'єрів |
| C      | 10-33     | Виробництво |
| D      | 35        | Постачання електроенергії, природного газу, пари і кондиціонованого повітря                                                                          |
| E      | 36-39     | Водопостачання; системи каналізації, управління відходами і заходи щодо відновлення навколишнього середовища                                         |
| F      | 41-43     | Будівництво |
| G      | 45-47     | Оптова і роздрібна торгівля; ремонт автомобілів і мотоциклів                                                                                         |
| H      | 49-53     | Транспорт і складське господарство |
| I      | 55-56     | Короткочасне розміщення і громадське харчування |
| J      | 58-63     | Інформація і зв'язок |
| K      | 64-66     | Фінансова діяльність і страхування |
| L      | 68        | Операції з нерухомим майном |
| M      | 69-75     | Професійна, наукова і технічна діяльність |
| N      | 77-82     | Діяльність у галузі адміністративних і допоміжних послуг                                                                                             |
| O      | 84        | Державне управління і оборона; обов'язкове соціальне забезпечення                                                                                    |
| P      | 85        | Освіта |
| Q      | 86-88     | Діяльність у галузі охорони здоров'я і соціальних послуг                                                                                             |
| R      | 90-93     | Мистецтво, розважальна галузь і відпочинок |
| S      | 94-96     | Інші види діяльності у сфері послуг |
| T      | 97-98     | Діяльність домогосподарств як роботодавців; недиференційована діяльність домогосподарств щодо виробництва товарів і послуг для власного користування |
| U      | 99        | Діяльність екстериторіальних організацій і органів                                                                                                   |